# 은행 카드
은행 카드 또는 뱅크 카드(bank card)는 일반적으로 은행이 고객에게 발급한 플라스틱 카드로, 고객에게 은행 계좌에 대한 액세스 권한을 부여하는 것과 관련된 여러 서비스 중 하나 이상을 수행한다.
물리적으로 은행 카드에는 일반적으로 고객 이름, 발급자 이름, 고유 카드 번호가 인쇄되어 있다. 뒷면에 자기 띠가 있어서 다양한 기계가 정보를 읽고 접근할 수 있다. 발급 은행과 고객의 선호도에 따라 카드를 ATM 카드로 사용하여 현금 자동 입출금기에서 거래할 수 있도록 할 수도 있다. 또는 고객의 은행 계좌에 연결되어 있고 결제 단말기를 사용하여 은행 카드로 판매 시점에 구매하는 데 사용할 수 있는 직불 카드로 사용할 수 있다.
최초의 은행 카드는 1967년 런던의 바클리즈에서, 1969년 뉴욕 롱아일랜드의 케미컬 뱅크에서 발행한 ATM 카드였다. 1972년 로이즈 뱅크는 정보 인코딩 자기 띠와 함께 보안을 위해 개인 식별 번호(PIN)가 포함된 최초의 은행 카드를 발행했다.
역사적으로 은행 카드는 판매 시점에서 수표를 보증하는 현재 거의 사용되지 않는 시스템인 수표 보증 카드의 목적도 수행했다.

## 같이 보기
- 현금인출카드
- 신용카드
- 직불 카드
- 구매 카드
- 선불카드